# 어맨다 블레이크

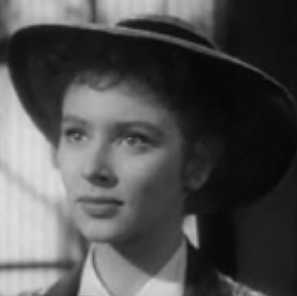

어맨다 블레이크(Amanda Blake, 1929년 2월 20일 ~ 1989년 8월 16일)는 미국의 배우이다.
버펄로에서 태어났으며 새크라멘토에서 사망하였다.

## 출연 작품
- 부스터 (1988년)
- 유리 구두 (1955년)
- 어바웃 미스터 레슬리 (1954년)
- 스타 탄생 (1954년)
- 하지바바의 모험  (1954년)
- 릴리 (1953년)
- 스타스 인 마이 크라운 (1950년)
- 아이다호의 공작부인 (1950년)

### 텔레비전
- 딜론 보안관 (1955-74)